# Bandon (Oregon)
Bandon – miasto w Stanach Zjednoczonych, w stanie Oregon, w hrabstwie Coos.